# Coseley
Coseley är en ort i distriktet Dudley, i grevskapet West Midlands, i England. Orten hade 25 210 invånare år 2021. Coseley var en civil parish från 1903 till 1966 då den blev en del av Dudley, Wolverhampton, West Bromwich och Walsall. Civil parish hade 39 535 invånare år 1961. Coseley var ett distrikt från 1894 till 1966 då den blev en del av Dudley, Wolverhampton, West Bromwich och Walsall.